# Landa de Matamoros
Landa de Matamoros är en ort i Mexiko.   Den ligger i kommunen Landa de Matamoros och delstaten Querétaro Arteaga, i den centrala delen av landet, 200 km norr om huvudstaden Mexico City. Landa de Matamoros ligger 1 027 meter över havet och antalet invånare är 18 905.
Terrängen runt Landa de Matamoros är kuperad. Runt Landa de Matamoros är det ganska glesbefolkat, med 29 invånare per kvadratkilometer. Landa de Matamoros är det största samhället i trakten. I omgivningarna runt Landa de Matamoros växer i huvudsak blandskog.